# Buttony

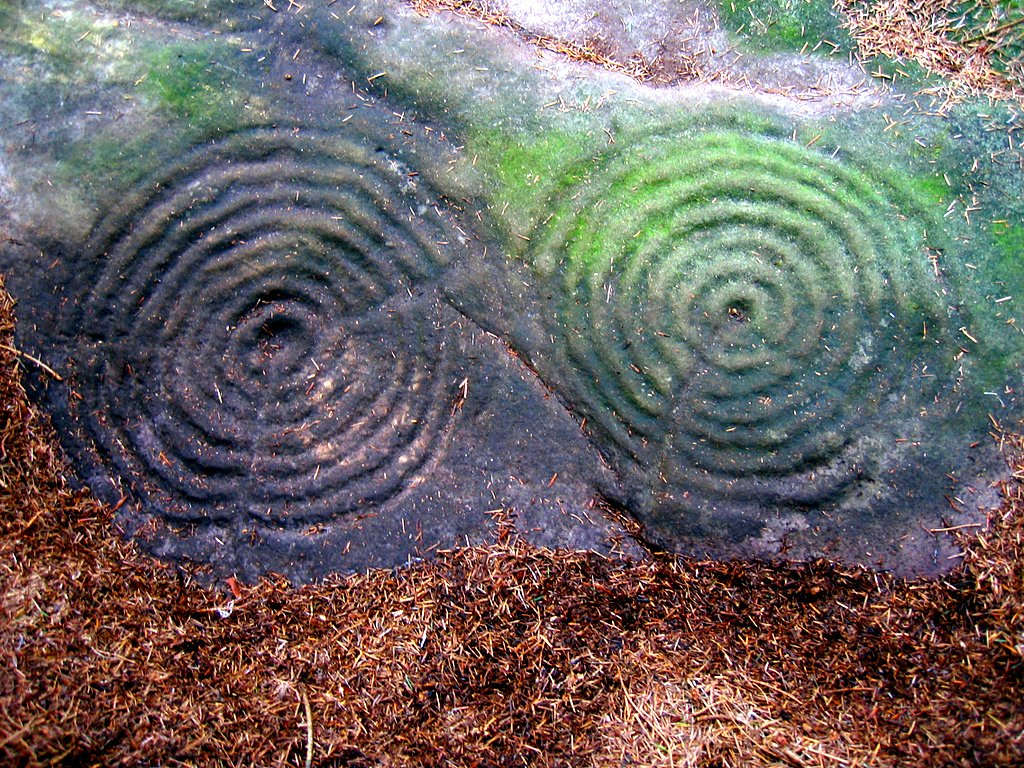
Petroglyphen von Buttony

Die Petroglyphen von Buttony sind auf mehrere Aufschlüsse (englisch outcrops) verteilte Felsritzungen aus der Bronzezeit, die aus komplexen Cup-and-Ring-Markierungen und einzelnen Schälchen (englisch cups) bestehen. Sie liegen südöstlich von Doddington, in Northumberland in England.
Die Flächen 1a bis 1c und 2 bis 5 der Gruppe liegen in einem Wald und sind schwierig zu finden. Jede der Markierungen besteht aus einer konkaven Vertiefung, die in eine oberflächig anstehende, glatte Steinformation eingepickt ist, die durch eiszeitlichen Gletscherschliff entstand. Der „Cup“ (deutsch das Schälchen), ist oft von „Rings“, konzentrischen Kreisen umgeben, deren Anzahl variiert.
Die Zahlen derartiger Fundplätze werden für England mit insgesamt 1360, für Irland mit 850 und für Schottland mit 2220 angegeben. Von etwa 50.000 Cups sind etwa 7.500 (15 %) von Ringen umgeben.

## Beschreibung

### Buttony 1c
Die Motive von Buttony 1c bestehen aus vier Cup-and-Ring-Markierungen, die in eine nach Südosten geneigte, bemooste Fläche des Felsaufschlusses geschnitten sind. Außen liegen zwei größere. Sie haben vier bzw. fünf Ringe, bei denen eine Rille aus dem Cup nach unten läuft. Die beiden mittleren sind Cups mit zwei und drei Ringen, bei denen die Rille kaum zu erkennen ist.
Fundort: 55° 34′ 22,9″ N, 1° 58′ 27,4″ W

### Buttony 3
Die schlecht erkennbaren Motive von Buttony 3 bestehen aus zwei Cup-and-Ring-Markierungen, die in eine nach Südosten geneigte, zur Hälfte bemooste Fläche des Felsaufschlusses geschnitten sind.
Das eine hat einen komplizierten Aufbau, bei dem sechs kleine Cups, im Zentrum von drei vollständigen und auf einer Seite mit vier Teilringen umgeben sind. Auf den anderen Seiten liegen fast 20 erodierte Cups. Es wird vermutet, dass die Tassen bereits vor den die Ringe entstanden. Das andere Motiv hat einen zentralen Cup, der von fünf Ringen umgeben ist. Einer Rille läuft quer durch das Ringsystem. Zudem sind noch etwa zehn Cups erkennbar.
Fundort: 55° 34′ 22,9″ N, 1° 58′ 26,8″ W

### Buttony 4
Die Ritzung Buttony 4, auf der unteren Fläche eines großen Aufschlusses, besteht aus zwei Cups, die jeweils von Ringen umgeben sind. Auf der linken Seite umgeben sieben vollständige und ein unvollständiger achter Ring den Cup, während es auf der rechten Seite sieben Ringe sind. Die beiden Motive berühren sich fast. Aus beiden Cups verlaufen, in etwa parallel, gerade Rillen. Auf der Steinoberfläche gibt es noch mehrere verstreute Cups.
Fundort: 55° 34′ 22,9″ N, 1° 58′ 26,3″ W

### Buttony 5
Der unregelmäßig geformte Felsen Buttony 5, nur ein paar Schritte von Buttony 4 gelegen, hat Ritzungen auf verschiedenen Ebenen. Diejenige am oberen Rand des Steins besteht aus einer Rosette von fünf Cups, die durch einen Ringsatz umgeben sind. Es scheinen sechs Ringe auf der linken und fünf auf der rechten Seite zu sein. Ein Satz von drei tiefen Schalen befindet sich rechts vom Hauptmotiv. Auf der etwas niedrigeren Ebene liegt ein Paar von Ritzungen, von denen die linke um den Cup ein „Schlüsselloch“-Motiv zeigt. Der zweite Cup wird von einem einzelnen Ring und acht anderen Cups umgeben. Auf der geneigten vorderen Fläche des Gesteins wird ein Becher von drei Ringen mit Spuren eines unfertigen vierten umgeben, während eine Rille aus dem Cup nach unten verläuft.
Fundort: 55° 34′ 22,9″ N, 1° 58′ 26,3″ W
Es gibt eine Verbindung zwischen Buttony und Chattonpark Hill, 5,4 km südöstlich, wo ebensolche Ritzungen bei Chatton und Ketley Crag liegen.